# Чоповичи
Чопо́вичи (укр. Чоповичі), прежнее название Чеповичи — посёлок, входит в Коростенский район Житомирской области Украины.

## История
По данным энциклопедии Брокгауза и Ефрона, Чеповичи (Чоповичи) — село Киевской губернии, Радомысльского уезда, при впадении реки Перегорща и реки Чеповки в реку Иршу. Все жители считаются дворянами, но живут как крестьяне; до 1839 г. они были униатами. Вблизи два древних городища. 5487 жителей, занимающихся земледелием и извозом. Школа; 7 водяных и много ветряных мельниц; станция Киево-Ковельской железной дороги.
20 октября 1938 года Чеповичи получили статус посёлка городского типа.
Во время Великой Отечественной войны в 1941 году селение было оккупировано наступавшими немецкими войсками, в конце 1943 года — освобождено советскими войсками 1-го Украинского фронта. В дальнейшем, при подготовке Житомирско-Бердической наступательной операции, для дезинформации немецкого военного командования с 19 декабря 1943 года начали работу несколько радиостанций, имевшие целью демонстрировать сосредоточение в этом районе готовящейся к переходу в наступление крупной группировки советских войск. Один из радиопередатчиков работал из н. п. Чоповичи.
В конце декабря 1943 года за железнодорожную станцию Чоповичи состоялось танковое сражение частей 25-го танкового корпуса РККА с частями 1-й танковой дивизии, танковой дивизии СС «Адольф Гитлер» и 291-й пехотной дивизий. Станция трижды переходила из рук в руки.
В январе 1989 года численность населения составляла 2844 человека.
На 1 января 2013 года численность населения составляла 2005 человек.

## Транспорт
Возле посёлка расположена станция Чеповичи.

## Достопримечательности
На центральной площади посёлка — две могилы Героев Советского Союза В. З. Вайсера и П. Ф. Захарченко. На постаменте установлен танк Т-34.
Недалеко от посёлка расположены два православных монастыря — женский в честь Афонской иконы Божией Матери и мужской Казанской иконы Божией Матери в урочище Кипячее.

## Адрес объединённой территориальной общины
11620 Житомирская область, Коростенский р-н, пгт Чоповичи, ул. Вайсера, 1а